# Музей Имхотепа
Музе́й Имхоте́па — египетский археологический музей, расположенный у подножия Саккарского некрополя, недалеко от Мемфиса в Нижнем Египте. Музей назван в честь древнеегипетского зодчего Имхотепа.

## История музея

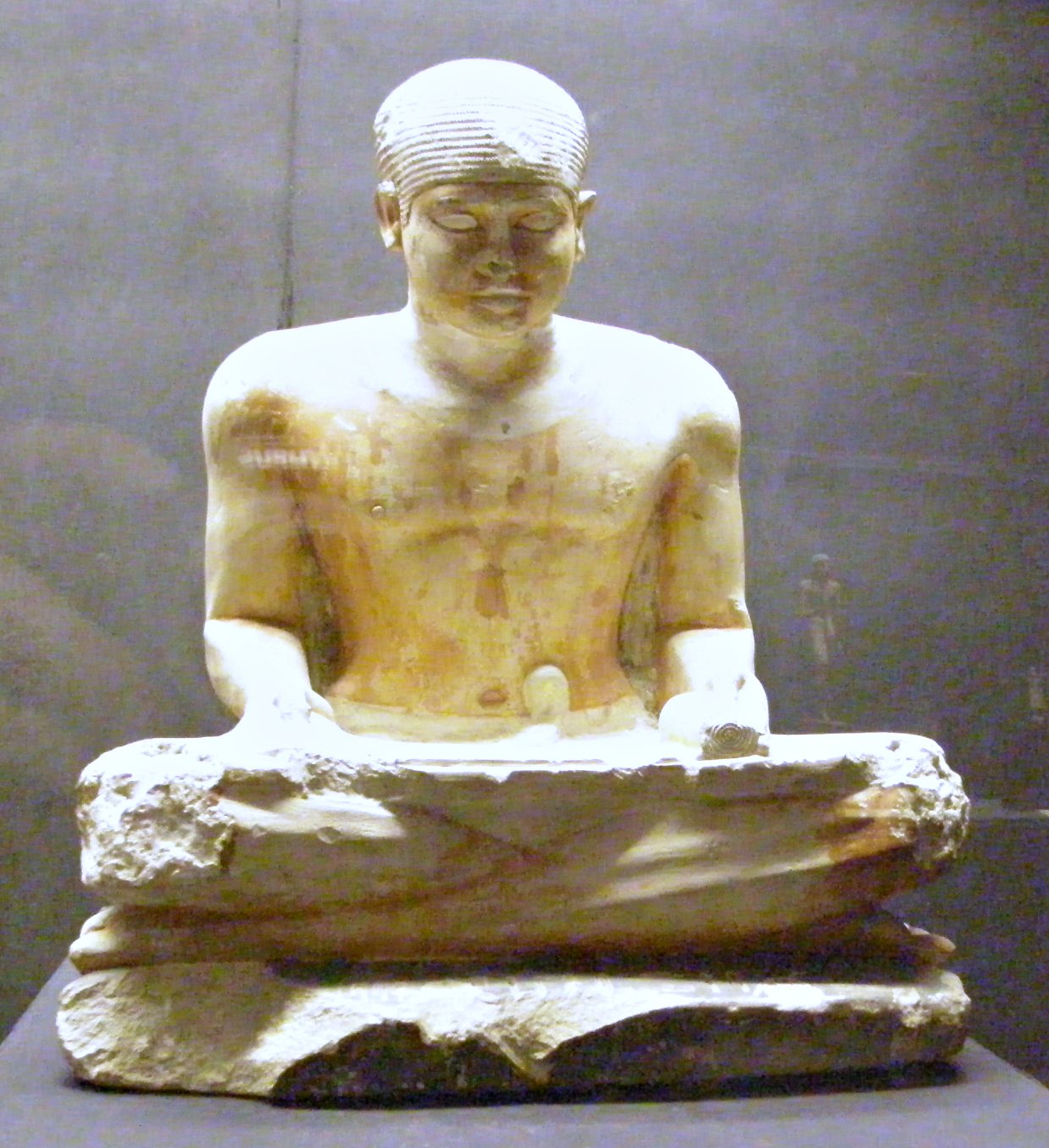
Скульптура писца, V династия. Музей Имхотепа.

26 апреля 2006 года музей торжественно открыли Сюзанна Мубарак и Бернадетт Ширак. Своим названием музей обязан древнеегипетскому зодчему Имхотепу, считающемуся первым строителем монументальных сооружений (ступенчатая пирамида Джосера в Саккаре) в Египте.
Музей построен как часть стратегической программы Высшего совета древностей и оборудован новейшим оборудованием для хранения и защиты археологических предметов.
Проект музея в Саккаре был задуман ещё в 1990 году, но к строительству приступили лишь в 1997 года, когда определились с местом на плато, чтобы вписать архитектурный объект в природный ландшафт. Строительство завершилось в 2003 году.

## Экспонаты

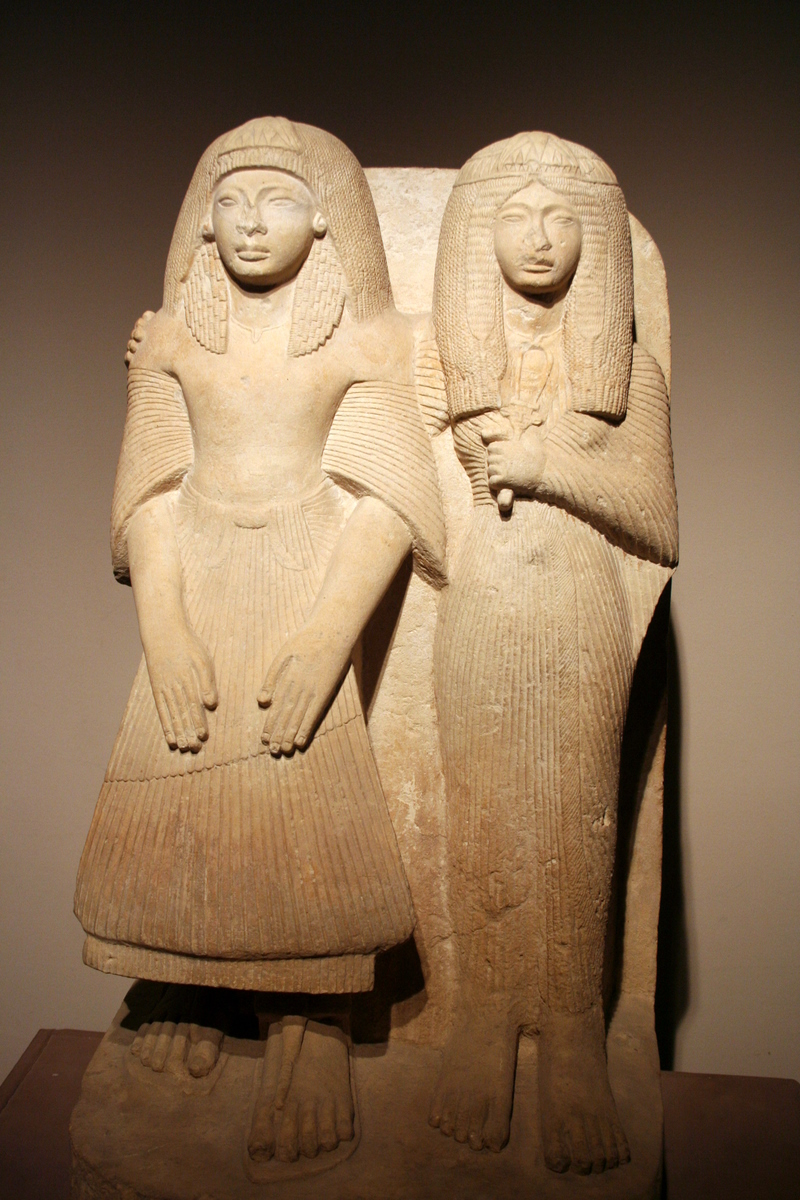
Парная статуя Аменемопета и его супруги, XIX династия. Музей Имхотепа.

В музее выделены 5 выставочных залов для древностей из Саккары, расписные саркофаги эпохи Птолемеев, парной статуи жреца Мут Аменемопета и его супруги (XIX династия; найдена в комплексе фараона Униса).
- В центре главного зала высится сидячая статуя фараона Джосера. Привлекает внимание плитки из зелёно-голубого фаянса со внутренних стен погребальной камеры Джосера. Этот элемент декора восстановлен полностью и является жемчужиной музея[2].
- Второй зал демонстрирует археологические находки из Саккары и называется «Гробницы Саккары». Также здесь представлен рельеф, изображающий голодающих бедуинов, как репрезентация трудных лет.
- Третий зал «Стили Саккары» посвящён египетскому искусству и представляет каменные вазы раннединастического периода, а также сосуды из пирамиды Джосера, статуи и стелы из камня и дерева, древние строительные инструменты.
- В четвёртом зале выставлены архитектурные элементы из ступенчатой пирамиды: колонны, фрагменты цветной облицовки стен из фаянса. Здесь же экспонируется небольшая статуя Имхотепа.
- В пятом зале представлены погребальные предметы от VI династии до Нового царства. Особый интерес представляют хирургические инструменты терапевта или врача Кара из его гробницы, обнаруженной Захи Хавассом.

Галерея посвящена французскому египтологу Жан-Филиппу Лауэру и включает его личные вещи, фотографии, сделанные во время работы на плато. Лауэр приступил к исследованию погребального комплекса Джосера в 1920-х годах и продолжал работать там до конца своей карьеры (около 75 лет).